# Muscle lombrical du pied
Pour l’article homonyme, voir muscle lombrical de la main.
Les muscles lombricaux du pied (en latin : Musculi Lumbricales pedis) forment un ensemble de quatre petits muscles du membre inférieur situés à la face plantaire du pied. Ils sont numérotés de 1 à 4 à partir de la partie médiale du pied.
Ils doivent leur nom au lombric car ils rappellent, par leur forme, un ver de terre.

## Description
Les muscles lombricaux du pied sont quatre petits muscles fusiformes qui se placent entre les tendons du muscle fléchisseur commun des orteils. Ce sont des muscles intrinsèques de la partie plantaire du pied.
Ils relient les divisions du tendon du muscle fléchisseur commun des orteils aux phalanges proximales des quatre orteils latéraux.

## Origines
Le premier muscle lombrical se fixe sur le bord médial du premier tendon du muscle fléchisseur commun des orteils.
Les trois suivants se fixent sur le bord médial du tendon correspondant du muscle fléchisseur commun des orteils et sur le bord latéral du tendon précédent. Ainsi le troisième lombrical s'insère sur le bord médial du troisième tendon du muscle fléchisseur commun des orteils et sur le bord latéral du deuxième tendon.

## Trajets
Les muscles lombricaux du pied se dirigent en avant et se transforment en un tendon qui contourne le bord médial de l'orteil suivant au niveau de l'articulation métatarso-phalangienne pour gagner la face dorsale de l'orteil.

## Terminaisons
Les muscles lombricaux du pied s'insèrent sur :
- la base de la phalange proximale de l'orteil correspondant,
- le bord interne du tendon correspondant du muscle long extenseur des orteils.

### Remarque
Les muscles lombricaux du pied s'insèrent sur le bord médial de la phalange proximale, tandis que les muscles lombricaux de la main s'insèrent sur le bord latéral de la phalange. Cette différence est due à la rotation en sens inverse du fémur et de l'humérus (180 °) le pouce est en dehors de la main et l'hallux en dedans du pied. Le côté latéral de la main correspond au côté médial du pied, mais ces deux régions sont absolument homologues.

## Innervation
Les deux premiers muscles lombricaux du pied sont innervés par le nerf plantaire médial, les deux derniers par le nerf plantaire latéral.

## Vascularisation
Les muscles lombricaux du pied sont vascularisés par des artères collatérales des artères plantaires.

## Anatomie fonctionnelle
Les muscles lombricaux du pied sont fléchisseurs de la phalange proximale et extenseur des deux autres.

## Galerie

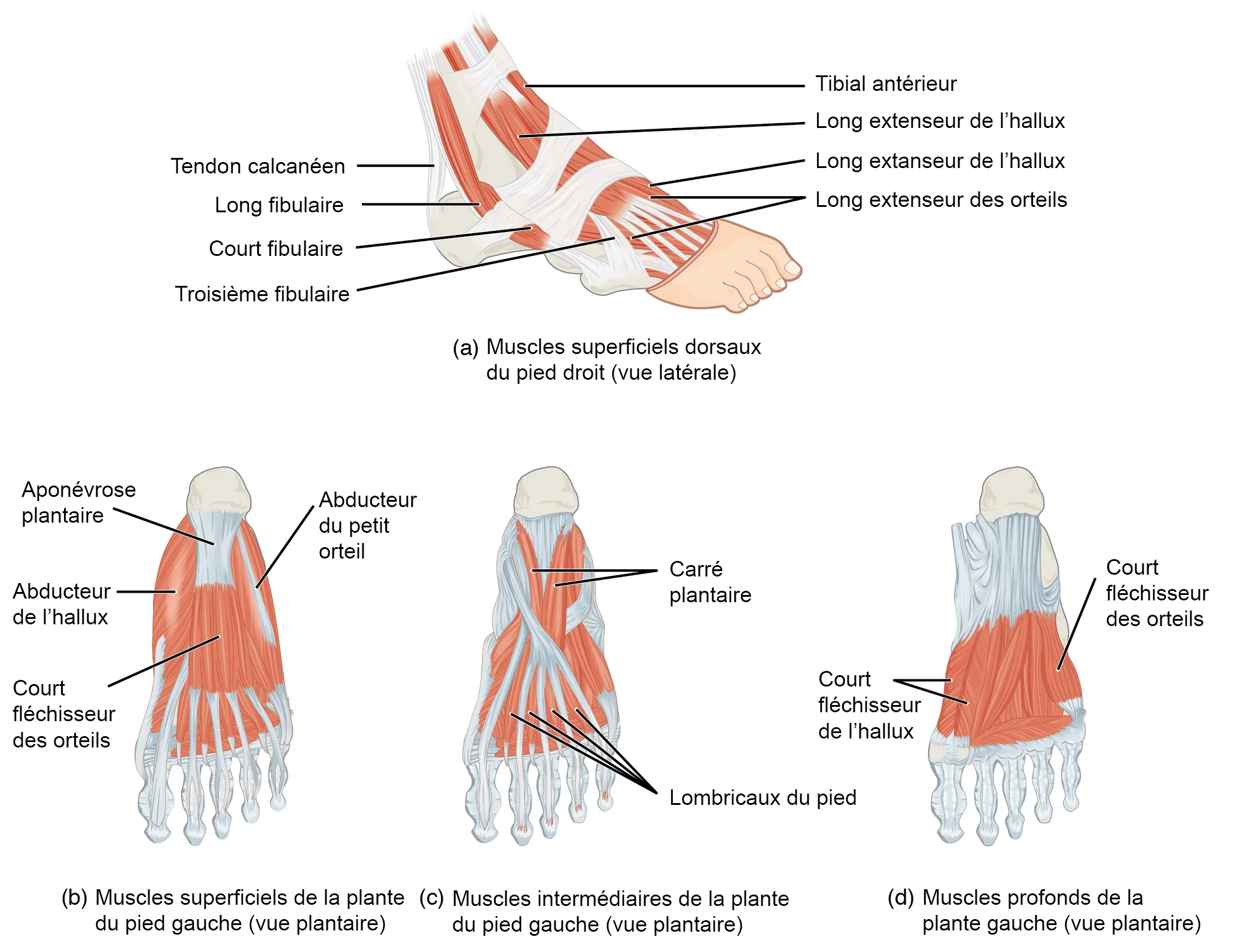
Muscle du pied
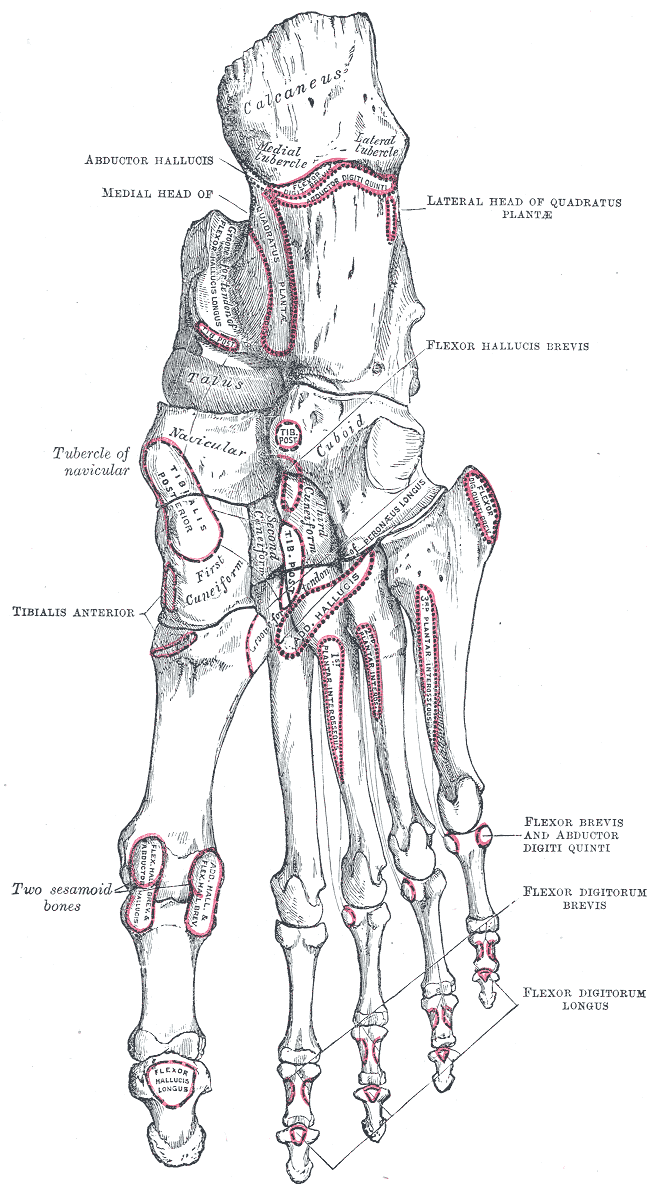
Vue plantaire des os du pied droit.
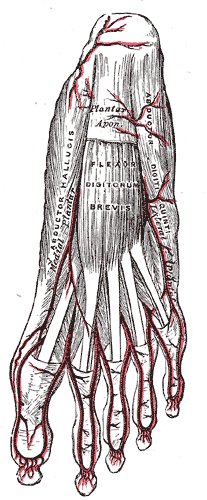
Vaisseaux de la face plantaire du pied.
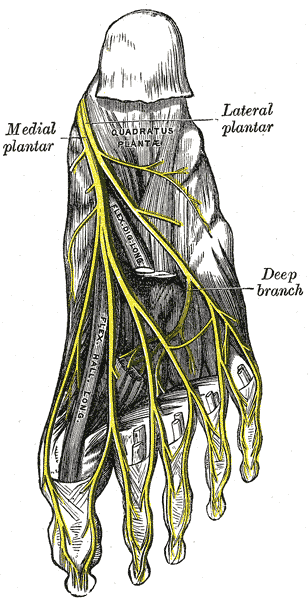
Nerfs de la face plantaire du pied.